# Аграфа
Вижте пояснителната страница за други значения на Аграфа.
С термина аграфа (на старогръцки: άγραφα – дословно „незаписани“) се наричат изрази приписвани на Исус Христос, които обаче не са отразени в четирите канонични евангелия.
Източници на аграфи са:
1. другите книги от Новия завет;
2. разни екзегези на текста на четирите евангелия;
3. интерполации в антични и средновековни ръкописи на текстове от Новия завет;
4. цитати от Отците на Църквата и от друга раннохристиянска литература, които приписват разни изрази на Бог Син.

Терминът е въведен в Библеистиката през 1776 г. от немския изследовател Йохан Кьорнер. За избора на точно този термин за обозначение на тези приписвани на Исус през средновековието фрази е повлияла концепцията, считаща, че първоначално тази християнска простонародна -логия се е съхранила в колективната памет (епоса и фолклора) паралелно и донякъде независимо от евангелските текстове, т.е. аграфата е устната традиция на ранната Църква, която била записана след съставянето на основния християнски корпус на Новия завет, и затова не била и отразена в четирите евангелия.
Примери за аграфи от Новия Завет са: Деяния – 20, 35, 1; Коринтяни – 7, 10; 1; Фес – 4, 15 – 17.
Аграфата има самостоятелно значение и играе голяма роля в екзегетиката при изследването и тълкуването на текстовете от Новия завет. Аграфата е и самостоятелен и спомагателен източник на Библеистиката. Също така, тя приемана за част от християнската традиция, спомага за изучаването на историята на християнството и в частност на тази на ранното християнство.